# Nycticebus menagensis
Nycticebus menagensis är en primat i släktet tröglorier som förekommer i Sydostasien. Taxonet listades tidigare som underart till "vanlig" tröglori och godkänns sedan början av 2000-talet som art.

## Utseende
Djuret är med en absolut längd av 27,5 till 32,5 cm, inklusive en 1,5 till 2,5 cm lång svans och med en vikt av 375 till 900 g en liten primat. Den har 4,8 till 6,3 cm långa bakfötter. Nycticebus menagensis liknar med sina stora ögon, de små öron och den ulliga pälsen de andra släktmedlemmarna. Med sin motsättliga stortå har den bra förmåga att klättra i växtligheten. Arten har i motsats till andra tröglorier inga mönster i ansiktet. Pälsens färg är gulröd och det finns bara en framtand på varje sida i överkäken.

## Utbredning
Utbredningsområdet sträcker sig enligt IUCN över Borneo och över flera mindre öar i samma region som tillhör Brunei, Filippinerna, Indonesien och Malaysia. Några taxon som IUCN infogar som synonymer (Nycticebus bancanus, Nycticebus borneanus) listas i andra avhandlingar som självständiga arter.

## Ekologi
Arten vistas i låglandet och i kulliga områden i olika slags skogar. Den besöker även fruktodlingar och trädgårdar. Nycticebus menagensis är aktiv på natten och den klättrar nästan uteslutande i växtligheten. Vanligen letar ett par eller en mindre flock tillsammans efter föda. Födan utgörs av frukter, nektar, insekter och snäckor som kanske kompletteras med mindre ryggradsdjur. Per kull föds vanligen en unge eller sällan tvillingar. Exemplar i fångenskap blev 12 år gamla eller lite äldre.

## Status
Denna primat hotas av skogsbränder och i viss mån av andra landskapsförändringar. Allmänt har den ganska bra anpassningsförmåga. Flera exemplar fångas för att hålla de som sällskapsdjur. IUCN uppskattar att beståndet minskade med 30 procent under de gångna 21 till 24 åren (tre generationer, räknad från 2008) och listar Nycticebus menagensis som sårbar (VU).